# Élections sénatoriales de 1920 dans la Somme
Les élections sénatoriales dans la Somme ont eu lieu le dimanche 11 janvier 1920. Elles ont eu pour but d'élire les quatre sénateurs représentant le département au Sénat pour un mandat de neuf années.

## Contexte départemental

### Sénateurs sortants
|  | Identité            | Étiquette | Groupe                                              | Élu depuis |
|  | ------------------- | --------- | --------------------------------------------------- | ---------- |
|  | Ernest Cauvin       | ARD       | Union républicaine                                  | 1907       |
|  | Albert Rousé        | ARD       | Union républicaine                                  | 1909       |
|  | Fernand Maquennehen | PRRRS ¹   | Gauche démocratique radicale et radicale-socialiste | 1909       |
|  | Alphonse Fiquet     | PRRRS ²   | Gauche démocratique radicale et radicale-socialiste | 1909       |

¹ Décédé le 21 février 1915
² Décédé le 14 mai 1916

## Présentation des candidats

### Congrès républicain
| N° | Candidats | Candidats               | Parti | Principales fonctions                                |
| -- | --------- | ----------------------- | ----- | ---------------------------------------------------- |
| 01 |           | Ernest Cauvin           | ARD   | Sénateur sortant, conseiller général de Boves        |
| 02 |           | Paul Thuillier-Buridard | PRRRS | Conseiller général de Picquigny, maire de Vignacourt |
| 03 |           | Albert Rousé            | ARD   | Sénateur sortant                                     |
| 04 |           | Louis Magniez           | PRRRS |                                                      |

### Républicains dissidents
| N° | Candidats | Candidats         | Parti | Principales fonctions |
| -- | --------- | ----------------- | ----- | --------------------- |
| 01 |           | René Gouge        | ARD   |                       |
| 02 |           | Amédée Pierrin    | ARD   | Maire de Bellancourt  |
| 03 |           | M. Lyonel Françoy | DVD   |                       |

### Section française de l'Internationale ouvrière
| N° | Candidats | Candidats       | Parti | Principales fonctions                  |
| -- | --------- | --------------- | ----- | -------------------------------------- |
| 01 |           | Louis Dutilloy  | SFIO  | Conseiller général d'Amiens-Nord-Ouest |
| 02 |           | Jules Thierry   | SFIO  | Conseiller général d'Amiens-Nord-Est   |
| 03 |           | Martin Louchel  | SFIO  | Maire de Woincourt                     |
| 04 |           | Abdon Salengros | SFIO  | Conseiller municipal de Lucheux        |

## Résultats
|                | Ernest Cauvin*          | ARD            | 821   | 63,99  |       |        |       |        |  |  |
|                | René Gouge              | ARD            | 640   | 49,88  | 775   | 60,69  |       |        |  |  |
|                | Paul Thuillier-Buridard | PRRRS          | 567   | 44,19  | 639   | 50,04  |       |        |  |  |
|                | Amédée Pierrin          | ARD            | 532   | 41,47  | 631   | 49,41  | 664   | 52,82  |  |  |
|                | Louis Magniez           | PRRRS          | 489   | 38,11  | 582   | 45,58  | 560   | 44,55  |  |  |
|                | Albert Rousé*           | ARD            | 484   | 37,72  | 510   | 39,94  | 15    | 1,19   |  |  |
|                | M. Lyonel Françoy       | DVD            | 419   | 32,66  | 358   | 28,03  | 19    | 1,51   |  |  |
|                | Louis Dutilloy          | SFIO           | 110   | 8,57   |       |        |       |        |  |  |
|                | Sainte-Marie Carpentier | PRRRS          | 82    | 6,39   |       |        |       |        |  |  |
|                | Louis Carroulle         | RI             | 81    | 6,31   |       |        |       |        |  |  |
|                | Jules Thierry           | SFIO           | 78    | 6,08   |       |        |       |        |  |  |
|                | Abdon Salangros         | SFIO           | 66    | 5,14   |       |        |       |        |  |  |
|                | Martin Louchel          | SFIO           | 64    | 4,99   |       |        |       |        |  |  |
|                | Achille Delacroix       | PRRRS          | 54    | 4,21   |       |        |       |        |  |  |
|                | Georges Jourdain        | RI             | 34    | 2,65   |       |        |       |        |  |  |
|                | Louis de Mazières       | Cons.          | 14    | 1,09   |       |        |       |        |  |  |
|                | M. d'Hardiviller        | Cons.          | 13    | 1,01   |       |        |       |        |  |  |
|                | M. Beudin               | DIV            | 1     | 0,01   |       |        |       |        |  |  |
|                |                         |                |       |        |       |        |       |        |  |  |
| Inscrits       | Inscrits                | Inscrits       | 1 298 | 100,00 | 1 298 | 100,00 | 1 298 | 100,00 |  |  |
| Abstention     | Abstention              | Abstention     | 7     | 0,54   | 9     | 0,69   | 30    | 2,31   |  |  |
| Votants        | Votants                 | Votants        | 1 291 | 99,46  | 1 289 | 99,31  | 1 268 | 97,69  |  |  |
| Blancs et nuls | Blancs et nuls          | Blancs et nuls | 8     | 0,62   | 12    | 0,93   | 11    | 0,87   |  |  |
| Exprimés       | Exprimés                | Exprimés       | 1 283 | 99,38  | 1 277 | 99,07  | 1 257 | 99,13  |  |  |

## Sénateurs élus
|  | Identité                | Étiquette | Groupe                                              | Élu depuis |
|  | ----------------------- | --------- | --------------------------------------------------- | ---------- |
|  | Ernest Cauvin           | ARD       | Union républicaine                                  | 1907       |
|  | René Gouge              | ARD       | Union républicaine                                  | 1920       |
|  | Paul Thuillier-Buridard | PRRRS     | Gauche démocratique radicale et radicale-socialiste | 1920       |
|  | Amédée Pierrin          | AD        | Union républicaine                                  | 1920       |